# Prekapanje grobova
Prekapanje grobova ili latinizam ekshumacija (lat. ex – iz, humus – zemlja) je iskapanje posmrtnih ostataka iz groba nakon određenoga vremena protekla od pokapanja. Provodi se radi sudbeno-medicinske istrage, ukopa novoga umrlog u isti grob, premještanja groblja, prijenosa posmrtnih ostataka na drugo mjesto ili njihova kremiranja te radi naknadnog utvrđivanja pravog uzroka smrti.
U nekim kulturama koje pokapaju svoje mrtve prekapanje grobova smatra se etički neispravnim, svetogrđem ili zbog vjerskih razloga nedopuštenim. Prekapanje grobova je dopušteno samo uz odobrenje ili zbog specifičnog povoda (npr. ekshumacije iz skupnih grobnica). Ekshumacije se najčešće provode kada je, na primjer, potreban ponovni pregled, sudsko vještačenje ili radi rješavanja određenog kriminalističkog slučaja.

## Ekshumacija u produbljenju
Ekshumacija u produbljenju je postupak prelaganja pokojnika u grobu radi oslobađanja mjesta za ukop.